# هوندا اس-ام‌ایکس
هوندا اس‌ام‌ایکس (به انگلیسی: Honda SMX) خودرویی است که در سال‌های ۱۹۹۶  تا  ۲۰۰۲تولید شده‌است. طول آن در حالت طبیعی ۳٬۹۵۰ میلیمتر (۱۵۵٫۵ اینچ)، عرض آن در حالت طبیعی ۱٬۶۹۵ میلیمتر (۶۶٫۷ اینچ)، ارتفاع آن در حالت طبیعی ۱٬۷۶۵ میلیمتر (۶۹٫۵ اینچ) و  وزن آن در حالت طبیعی ۱٬۳۹۰ کیلوگرم (۳٬۰۶۰ پوند)  است.
موتور آن ۱۹۷۲ سی‌سی سیستم جعبه‌دندهٔ آن به صورت خودکار است.